# Marie-Françoise de la Croix
Marie-Françoise de la Croix, née le 24 novembre 1844 à Mellrichstadt et morte le 6 mars 1911 à Castel Sant'Elia, est une religieuse allemande fondatrice des sœurs de la Mère des Douleurs et reconnue vénérable par l'Église catholique.

## Biographie
Amalia Streitel naît le 24 novembre 1844 à Mellrichstadt (Bavière) dans une famille catholique. À 21 ans, elle entre chez les franciscaines de Maria Stern d'Augsbourg où elle est nommée enseignante, supérieure d'une communauté et directrice d'un orphelinat à Wurzburg. Attirée par la vie contemplative, elle quitte les franciscaines et entre au monastère des carmélites déchaussées mais retourne dans sa famille peu de temps après.
En 1883, elle répond à l'invitation du Père François-Marie de la Croix qui désire fonder la branche féminine de la Société du Divin Sauveur à Rome. Elle fait sa profession religieuse sous le nom de Marie-Françoise de la Croix mais en raison de difficultés rencontrées dans la fondation et de différents qui apparaissent entre les deux fondateurs, elle se sépare du projet et fonde les sœurs de la Mère des Douleurs en 1885.
Entre 1885 et 1889, elle se consacre à l'expansion du nouvel institut mais à la suite d'une série de malentendus, elle démissionne en 1896 de son poste de supérieure générale et se retire dans la maison-mère. Elle passe les dernières années de sa vie comme institutrice au couvent de Castel Sant'Elia où elle meurt le 6 mars 1911.

## Culte
Son procès de béatification commence en 1937; le pape Benoît XVI la reconnaît vénérable le 29 mars 2010. Son corps repose dans la chapelle de la maison mère des sœurs de Castel Sant'Elia.